# Srebrna krila
Srebrna krila su hrvatski pop-rock sastav iz Zagreba. Bili su popularni u Hrvatskoj, a od inozemstva, u inim republikama i pokrajinama bivše Jugoslavije. Bili su prvi pravi hrvatski boy bend.

## Povijest sastava
Sastav je osnovao Vlado Kalember 1978. godine. Postojali su tri godine, a Kalember je donosio Jugotonu demomaterijale koje mu je komisija redovito odbijala. Kalember je osobno otišao do Đorđa Novkovića kojem je donio snimke. Novković je bio prvi koji je rekao da sastav dobro zvuči. Obećao im je napraviti pjesmu što je istog dana ostvario napisavši "Anu".
"Ana" je postala najveći hit ljeta. Bila je najslušanija pjesma na svim radijskim postajama, a da nitko nije znao tko pjeva, jer su u Vodicama cijelo ljeto svirali Jelavić i Kalember, a u Zagrebu su bili Duško Mandić i Adi Karaselimović. Nekad je u Srebrnim krilima bio i Danijel Popović, kojeg je Kalember izbacio nakon 5 dana kad je za medije izjavio, da će u Krilima ostati godinu dana, a onda ide u solo karijeru. Kalember je tražio gitarista za stalno. Listopada te godine pozvao ih je poznati TV voditelj Saša Zalepugin u svoju poznatu i vrlo gledanu emisiju "Nedjeljno popodne" što je pridonijelo popularnosti grupe. Nakon toga svirali su po 200 koncerata u godini. Prvi koncert u Zagrebu bio je 1979. godine. Bili su omiljeni u Bugarskoj i SSSR-u. Vrhunac uspjeha bio je 1983. u Moskvi. Deset dana su rasprodali dvoranu koja prima 25.000 ljudi, ukupno 250.000 prodanih karata.
Od 1986. godine sastav preuzima klavijaturist Mustafa Ismailovski-Muc, a Kalember se posvećuje solo karijeri. Sa svojim albumom prvijencem obara sve rekorde prodaje, te postaje najtiražniji debitantski album koji se prodao u 620.000 primjeraka. Nakon Kalemberova odlaska, na mjesto vokala dolaze pjevačice. U tom ženskom razdoblju smjenjivale su se pjevačice Lidija Asanović, Vlatka Pokos, Minea, Vlatka Grakalić i Barbara Vujević.
Godine 1988., predstavljali su Jugoslaviju na Eurosongu s pjesmom "Mangup" koju je izvela Lidija Asanović, te je zauzela 6. mjesto.
Tijekom 1990-ih sastav prolazi kroz razno-razne reinkarnacije. Vlatka Pokos svoju pjevačku karijeru započela je u Srebrnim krilima zauzevši mjesto Lidije Asanović koja u sastavu pjeva od 1988. – 1989. godine. Grupa nestaje sa scene smrću Ismailovskog 2000. godine.
Sastav Srebrnih krila se ponovno okupio proljeća 2012. (pjevač Vlado Kalember, gitarist Davor Jelavić Dado i bubnjar Slavko Pintarić Pišta) radi koncerta 1. srpnja 2012. godine na zagrebačkom Bundeku, te najavio povratak na scenu. Nakon Bundeka, na povratničkoj turneji ugovorili su još desetak koncerata u Sloveniji, pa po Hrvatskoj i široj regiji. Za kraj kolovoza 2012. najavili su novi povratnički studijski album pod nazivom Srebrna krila 2012.

## Članovi sastava

### Sadašnji članovi
- Vlado Kalember – vokal, bas
- Dado Jelavić – gitara
- Slavko Pintarić-Pišta – bubnjevi

### Bivši članovi
- Adi Karaselimović – bubnjevi
- Duško Mandić – gitara
- Mustafa "Muc" Ismailovski – klavijature
- Lidija Asanović – vokal
- Vlatka Pokos – vokal
- Vlatka Grakalić – vokal
- Danijel Popović[1] – gitara
- Minea – vokal
- Tamara  Avramović – vokal (1995.)
- Iva Runjić-Vanessa – vokal (1995.)
- Barbara Vujević – vokal (1995. – 1996.)

### Pozvani glazbenici
Vlatko Kalember januara 1979 pozivao je Rajka Dujmića da nastupa s Krilima, no Dujmić je odlučio ostati vjeran Novim fosilima.

## Diskografija
- Srebrna krila (1979.)
- Ja sam samo jedan od mnogih s gitarom (1980.)
- Sreo sam ljubav iz prve pjesme (1980.)
- Ša-la-la (1981.)
- Julija i Romeo (Kompilacija) (1982.)
- Zadnja ploča (1982.)
- Silverwings (engleska inačica albuma "Zadnja ploča", Kanada, 1983.)
- Djevuška (1983.)
- Uspomene (1984.)
- 30 u hladu (1986.)
- Mangup (1988.)
- Poleti golubice (1989.)
- Zašto nisam miljenica sudbine (1991.)
- Ljubi me noćas (1994.)
- Ljubav je za ljude sve (1995.)
- Tamo gdje ljubav stanuje (1996.)
- Nebo vidi, nebo zna (1998.)
- Zlatna kolekcija (2001.)
- Za dobra stara vremena (Srebrna krila & Novi fosili, 2001.)
- Platinum Collection (2006.)
- 2012 (2012.)